# BMW M51
| M51                            | M51                                 |
| ------------------------------ | ----------------------------------- |
|                                |                                     |
| Виробник:                      | BMW                                 |
| Марка:                         | M51                                 |
| Тип:                           | L6                                  |
| Робочий об'єм:                 | 2,5 л (2,497 куб.см) см3            |
| Максимальна потужність:        | 114–161 к.с. к.с. (85–120 кВт кВт ) |
| Максимальний обертовий момент: | 265–340 Н⋅м (195–251 фунт⋅фут) Н·м  |
| Конфігурація:                  | L6                                  |
| Циліндрів:                     | 6                                   |
| Клапанів:                      | 24                                  |
| Хід поршня:                    | 82.8 мм (3.26 дюйма) мм             |
| Діаметр циліндра:              | 80 мм (3.15 дюйма) мм               |
| Ступінь стиску:                | 22.0:1                              |
| Система живлення:              | Вихрова камера Інжектор             |
| Охолодження:                   | рідинне охолодження                 |
| Матеріал блоку циліндрів:      | Чавун                               |
| Тактність (число тактів):      | 4                                   |
| Червона зона:                  | 4800 об/хв                          |
| Рекомендоване паливо:          | Дизельне паливо (DIN 51601)         |

BMW M51 — рядний 6-циліндровий дизельний двигун, який вироблявся на заводі BMW у Верхній Австрії в Штайрі з липня 1991 року по лютий 2000 року. Його попередник — BMW M21, наступник — BMW M57.

## Опис
M51 — це рядний шестициліндровий дизельний двигун із водяним охолодженням і турбонаддувом із вихровою камерою вприскування Bosch VP37. Об‘єм 2,5 л; 152,4 дюйм3 (2 497 см3), ступінь стиснення становить 22,0:1.
Деякі варіанти двигунів мають інтеркулер на додаток до турбокомпресора, їх можна впізнати за шильдом tds. Двигун M51 виготовлений із чавуну, має один верхній розподільний вал із ланцюговим приводом і два клапани на циліндр. Порівняно з M21, M51 тепер має штовхачі та гідравлічне регулювання зазору клапана. Уприскування палива в перших двигунах і всіх моделях E36 контролюється ECU Bosch DDE 2.1, який після першої технічної редакції був замінений на DDE 2.2. Це призводить до більшого крутного моменту на нижчих обертах. Для змащення використовується масло SAE 5W-40.
| Версія      | Потужність                       | Крутний момент                        | Роки           |
| ----------- | -------------------------------- | ------------------------------------- | -------------- |
| M51D25 UL   | 85 кВт (115 к. с.) о 4800 об/хв  | 222 Н⋅м (164 фунт⋅фут) о 1900 об/хв   | 1991–1997      |
| M51D25 OL   | 105 кВт (143 к. с.) о 4800 об/хв | 260 Н⋅м (192 фунт⋅фут) о 2200 об/хв   | 1991–1996      |
| Opel X25DT  | 96 кВт (130 к. с.) о 4800 об/хв  | 250 Н⋅м (184 фунт⋅фут) о 1400 об/хв   | 1994–2001      |
| M51D25TÜ UL | 85 кВт (115 к. с.) о 4800 об/хв  | 230 Н⋅м (170 фунт⋅фут) о 1900 об/хв   | 1996–1998 роки |
| M51D25TÜ OL | 105 кВт (143 к. с.) о 4800 об/хв | 280 Н⋅м (207 фунт⋅фут) о 2200 об/хв   | 1996–1998      |
| M51D25TÜ OL | 105 кВт (143 к. с.) о 4600 об/хв | 280 Н⋅м (207 фунт⋅фут) о 2200 об/хв   | 1998–2000      |
| M51D25M1    | 100 кВт (136 к. с.) о 4400 об/хв | 270 Н⋅м (199 фунт⋅фут) при 2300 об/хв | 1995-2001      |

Застосування:
- 1991 - 1996 E36 325td (M51D25 UL)
- 1996 - 1998 E36 325td (M51D25TÜ UL)
- 1993 - 1996 E36 325tds (M51D25 OL)
- 1996 - 1998 E36 325tds (M51D25TÜ OL)
- 1992 - 1996 E34 525td (M51D25 UL)
- 1991 - 1996 E34 525tds (M51D25 OL)
- 1996 - 2000 E39 525tds (M51D25TÜ OL)
- 1996 - 2000 E39 525td (M51D25TÜ UL)
- 1996 - 2000 E38 725tds (M51D25TÜ OL)
- 1995 - 2001 Land Rover Range Rover 2.5 D/DSE
- 1995 - 2001 Opel Omega
- 1992 UMM Alter II (єдиний приклад; двигун, коробка передач і електроніка були встановлені BMW в Мюнхені)